# Efraim Tendero
Efraim Tendero, né aux Philippines, est un dirigeant  évangélique, ambassadeur de l'Alliance évangélique mondiale, ancien Secrétaire général de la même organisation. Avant d'occuper ce poste, il a été Directeur National du Conseil Philippin des Églises évangéliques pendant 22 années.  Il a également été Secrétaire général de l'Office Philippin de Secours et de Services de développent (PHILRADS) ainsi que l'éditeur exécutif du périodique Evangelicals Today.

## Biographie
Tendero est né aux Philippines. Il a poursuivi des études de théologie évangélique au FEBIAS College of Bible de Valenzuela (Philippines), où il a obtenu un Bachelor of Arts en 1978. Il poursuit ses études aux États-Unis, au Trinity Evangelical Divinity School de Deerfield (Illinois). Il obtiendra un Master en théologie avec un accent sur l'accompagnement pastoral. 

## Ministère
En 1993, Tendero est nommé Directeur National du Conseil Philippin des Églises évangéliques, une alliance comprenant 30 000 églises évangéliques,.  Il sera également Secrétaire général de l'Office Philippin de Secours et de Services de développent (PHILRADS) et éditeur exécutif du périodique Evangelicals Today
,. En 2005, il  est nommé membre de la Commission consultative philippine qui a été chargée de revoir et proposer des amendements à la constitution de 1987 .  Il a été médiateur dans le processus de paix avec les rebelles du  Front Moro islamique de libération.   Après 22 ans au Conseil Philippin des Églises évangéliques, il a été élu Secrétaire général de l'Alliance évangélique mondiale le 24 janvier 2015 pour une durée de 5 ans,. Il a été investi le 21 février 2015, pour un mandat commençant officiellement le 1 mars 2015. Il a terminé son mandat en 2021 et est devenu ambassadeur de l’Alliance, une fonction de porte-parole .

## Distinctions
Il a reçu trois doctorats honorifiques de l'Asian Theological Seminary, du Febias College of Bible et de l'International School of Theology-Asia. 

## Vie privée
Tendero est marié à Sierry Soriano.  Ils ont quatre enfants;  Elizabeth Esther, Efraim Elijah, Ezra Emmanuel et Elah Eunice.